# Pabellón Antonio Moreno
El Pabellón Insular Antonio Moreno es un estadio cubierto polideportivo situado en la ciudad de Telde, Las Palmas.

## Historia
El pabellón, inaugurado en 1992, recibe su nombre del dirigente canario Antonio Moreno González y terminó su construcción siendo alcalde de la ciudad Don Aureliano Francisco Santiago Castellano y concejal de deportes Don Jose Antonio Medina. Está situado en el extrarradio del barrio teldense de Las Remudas. Renovada en 2000 por primera vez, su última reforma data de 2017, aunque en 2022 se llevó a cabo la impermeabilización de la cubierta.

## Instalaciones
Con aforo para 600 espectadores, y grada sólo en uno de sus laterales, su pista de teraflex azul es una de las pocas pistas exclusivas para jugar al balonmano en España.
Cuenta con cuatro cabinas de prensa, una mesa para 10 periodistas de prensa escrita y una plataforma para cámaras de televisión con capacidad para dos opeoradores. Además tiene 2 baños para el público asistente, cinco vestuarios y una sala de musculación y otra para proyecciones.